# DOT-Nummer

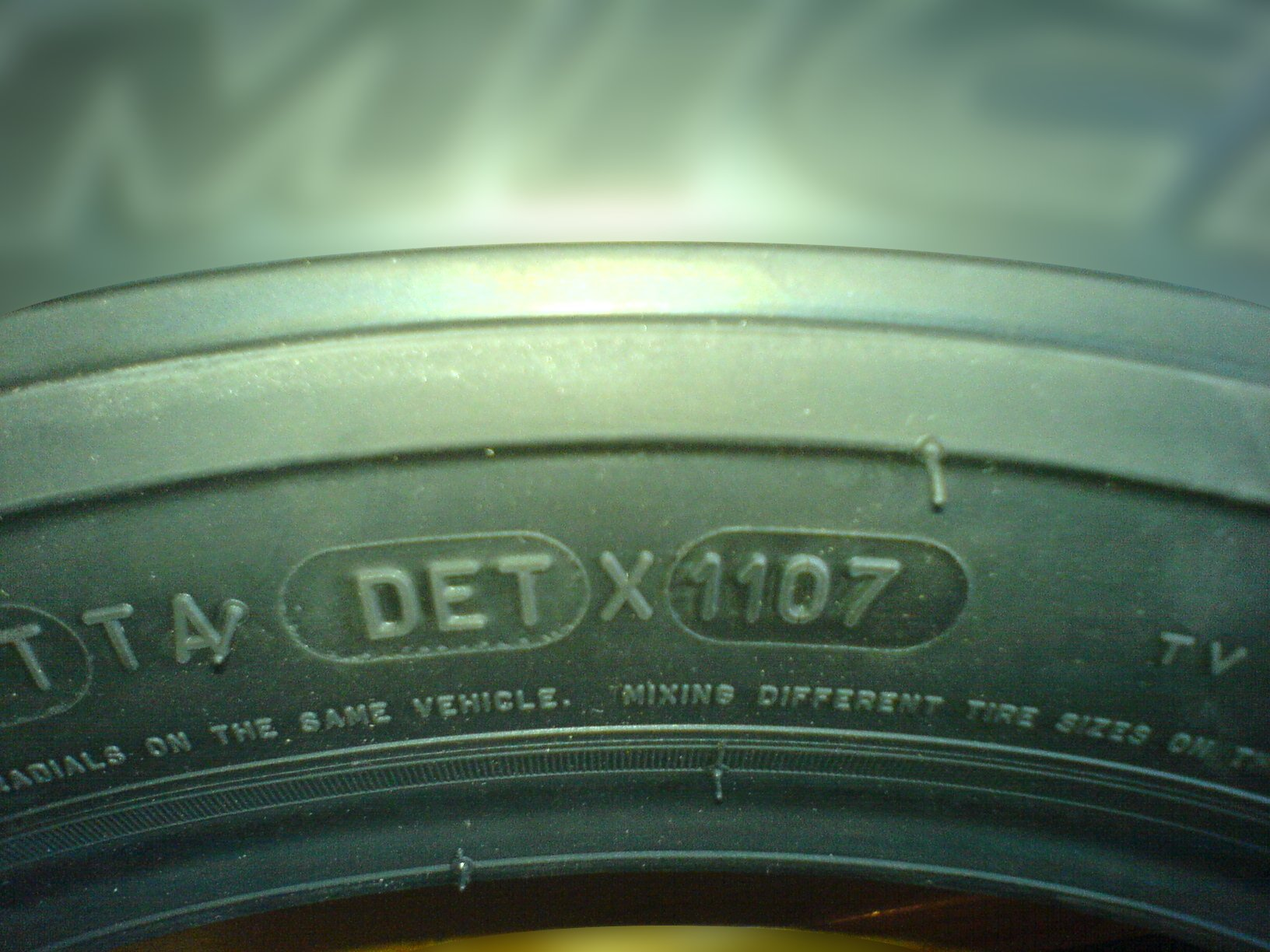
Herstellungsdatum 1107 am Ende der DOT-Nummer: Kalenderwoche 11, Jahr 2007.

Als DOT-Nummer für Reifen von Kraftfahrzeugen wird allgemein die TIN (Tire Identification Number) bezeichnet, die vom Verkehrsministerium der Vereinigten Staaten (Department of Transportation, kurz DOT) für Produktionen ab 1980 verlangt wird. Sie ist an mindestens einer Reifenflanke einvulkanisiert und wird heute weltweit von Reifenproduzenten angewandt.
Diese „Nummer“ bzw. Zeichenfolge codiert u. a. Hersteller, Größe und Herstellungsdatum des Reifens.
Neben der TIN gibt es auch andere Nummerncodes des DOT, z. B. für Bremsflüssigkeit.

## Zusammensetzung
Die DOT-Reifenidentifikationsnummer (TIN) umfasst vier Zeichengruppen:

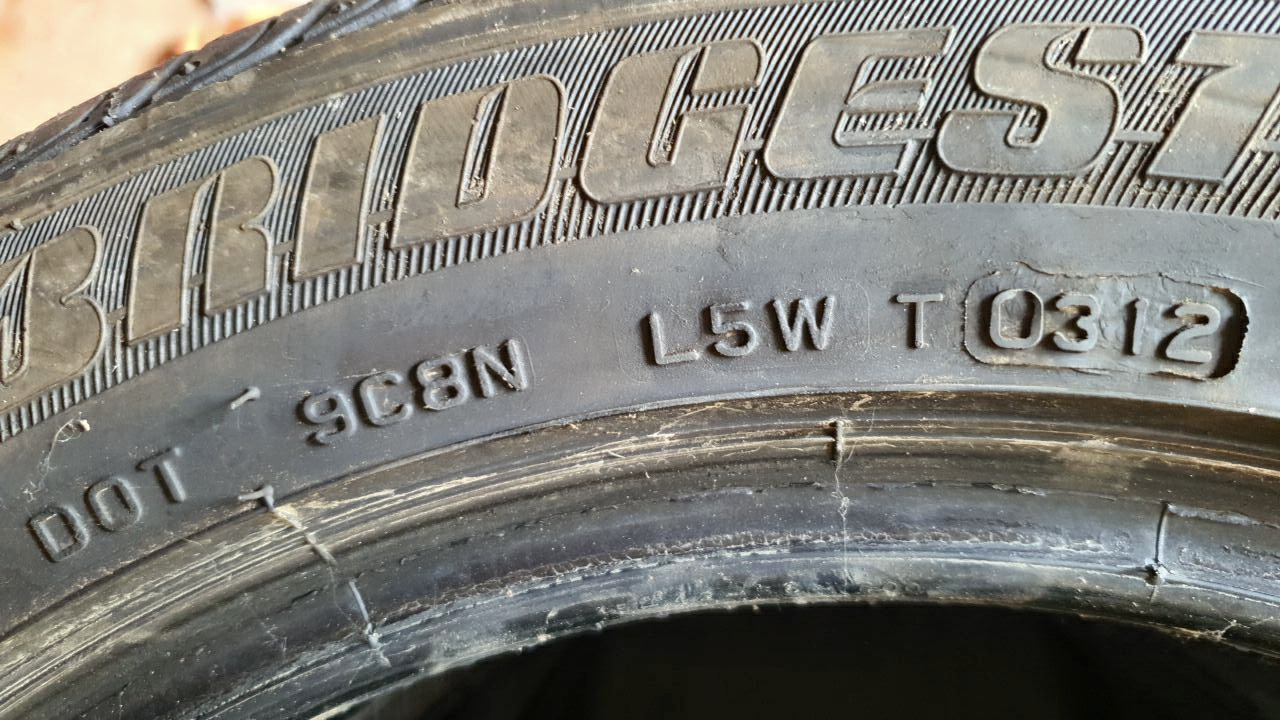
DOT 9C8N L5W T 0312
hergestellt 3. Woche 2012

1. Plantcode:[1] 
Die ersten beiden Zeichen bezeichnen das Herstellungswerk, 
Beispiel: 9C = BRIDGESTONE ITALIA S.P.A. / BARI
Seit 2015 ist der Plantcode dreistellig. Aus DL wurde beispielsweise 1DL = DUNLOP FRANCE S.A. / AMIENS CEDEX, FRANCE
2. Sizecode: 
Die nächsten zwei Zeichen stehen für die Reifengröße
3. Typecode: 
Es folgt ein optionaler, herstellerspezifischer Code, aus dem auch die Handelsmarke ablesbar sein muss, falls sie sich nicht aus dem Plantcode ergibt
4. Herstellungsdatum: 
Die letzten drei bzw. vier Ziffern (meist oval umrandet) stehen für Produktionswoche und -jahr

## Herstellungsdatum
Oft werden Teile der DOT-TIN beidseitig, jedoch das Herstellungsdatum (Wochencode) nur auf einer Reifenflanke angebracht: Bei Reifen mit definierter Laufrichtung ist das üblicherweise rechts, bei Reifen mit definierter Außenseite außen.
- Die ersten beiden Ziffern sind die Kalenderwoche (KW)
- Die dritte (und ab 2000 vierte) Zahl steht für die Endziffer(n) des Herstellungsjahres

Bei vielen Herstellern folgte ab 1990 bis 1999 nach den drei Ziffern ein Dreieck ◁ (von Goodyear wurde es z. B. nicht verwendet).

### Beispiele für DOT-Wochencodes
| Schema                                                                     | Beispiel | Herstellungswoche                                |
| -------------------------------------------------------------------------- | -------- | ------------------------------------------------ |
| Ab 1980: 3-stellig                                                         | 3 4 7    | KW 34 - 1987 (August) oder KW 34 - 1997 (August) |
| Ab 1990: 3-stellig + ◁ (nicht alle Hersteller haben das Dreieck verwendet) | 4 8 9◁   | KW 48 - 1999 (November)                          |
| Ab 2000: 4-stellig                                                         | 4 5 0 3  | KW 45 - 2003 (November)                          |

### Alter von Neureifen
Der Wochencode spielt eine Rolle bei der Beurteilung von gebrauchten wie auch länger gelagerten neuen Reifen, da für die Haftung eines Reifens neben dem Profil und der Gummimischung auch Beschaffenheit und Alter des Gummis eine wesentliche Rolle spielen. Ab sechs bis acht Jahren, teils erst ab zehn Jahren, warnen Experten vor spürbar schlechterer Haftung.
Die sechs führenden Hersteller sind der Ansicht, dass ein ungebrauchter Reifen – sachgemäße Lagerung vorausgesetzt – bis zu fünf Jahre ab Produktionsdatum noch als neuwertig anzusehen ist und als Neureifen verkauft werden darf. Zwei nordrhein-westfälische Amtsgerichte haben die Fünfjahresfrist für Neureifen bestätigt.

### Höchstalter für Anhänger mit 100-km/h-Zulassung (Deutschland)
Für PKW-Anhänger, die nach der 9. Ausnahmeverordnung der deutschen Straßenverkehrsordnung eine 100-km/h-Zulassung besitzen, gilt für die Anhängerreifen ein Höchstalter von sechs Jahren. Ist ein Reifen älter, muss der Gespannführer die Geschwindigkeit auf 80 km/h begrenzen.